# Aron Kincaid
Aron Kincaid (Los Angeles, 15 de junho de 1940 - 6 de janeiro de 2011) foi um ator e dublador norte-americano, conhecido por interpretar o Crocodilo em Batman: The Animated Series e Sky Lynx em The Transformers: The Movie. Ele também dublou personagens de Os Smurfs e DuckTales, entre outros.